# سورن این
سورن این (انگلیسی: Sworn In) یک گروه متال‌کور آمریکایی از گریزلیک، ایلینوی بود که در سال ۲۰۱۱ تشکیل و در سال ۲۰۲۲ منحل شد.